# FK Kukësi
FK Kukësi, Futboll Klub Kukësi, är en fotbollsklubb från den albanska staden Kukës. Klubben är även känd som Përparimi Kukës. Klubben spelar för närvarande i Albaniens högsta liga Kategoria Superiore. Man slutade säsongen 2012/2013 tvåa och fick därmed spela Europa League. 
FK Kukësi bildades den 4 mars 1930 som Shoqëria Sportive Kosova. Mellan 1958 och 2010 gick klubben under namnet FK Përparimi. 
I Europa League 2013/2014 tog sig klubben vidare från den första kvalomgången efter att ha slagit ut estniska Flora Tallinn. I den andra omgången ställdes man mot bosniska FK Sarajevo som man slog ut med sammanlagt 3–2. I den tredje omgången ställdes man mot ukrainska Metalurh Donetsk som man hemmaslog med 2–0. Säsongen 2013/2014 slutade klubben 2:a i Kategoria Superiore och kommer därmed att få spela i Uefa Europa League för andra året i rad.

## Placering tidigare säsonger
| Säsong    | Nivå | Liga                | Placering | Referens |
| --------- | ---- | ------------------- | --------- | -------- |
| 2018/2019 | 1    | Kategoria Superiore | 2         | [ 1 ]    |
| 2019/2020 | 1    | Kategoria Superiore | 2         | [ 2 ]    |
| 2020/2021 | 1    | Kategoria Superiore | 6         | [ 3 ]    |
| 2021/2022 | 1    | Kategoria Superiore | 4         | [ 4 ]    |
| 2022/2023 | 1    | Kategoria Superiore | 7         | [ 5 ]    |